# Ars conjectandi
Ars Conjectandi ( Llatí per "L'art de conjecturar") és un llibre sobre combinatòria i probabilitat matemàtica, escrit per Jacob Bernoulli i publicat el 1713, vuit anys després de la seva mort, pel seu nebot, Niklaus Bernoulli. El treball seminal va consolidar, a part de molts tòpics sobre combinatòria, moltes idees centrals en la teoria de la probabilitat, com la primera versió de la llei dels grans nombres: de fet, és àmpliament considerada com l'obra fundacional d'aquest tema. Els temes bàsics de la probabilitat, com ara el valor esperat, també van ser una part important d'aquest treball. A més, va abordar problemes clàssics de recompte, permutacions, combinacions, multiconjunts i particions. La importància d'aquest primer treball va tenir un gran impacte tant en els matemàtics contemporanis com en els posteriors, com Abraham de Moivre.
Bernoulli va escriure el text entre 1684 i 1689, incloent el treball de matemàtics com Christiaan Huygens, Gerolamo Cardano, Pierre de Fermat i Blaise Pascal.

## Antecedents

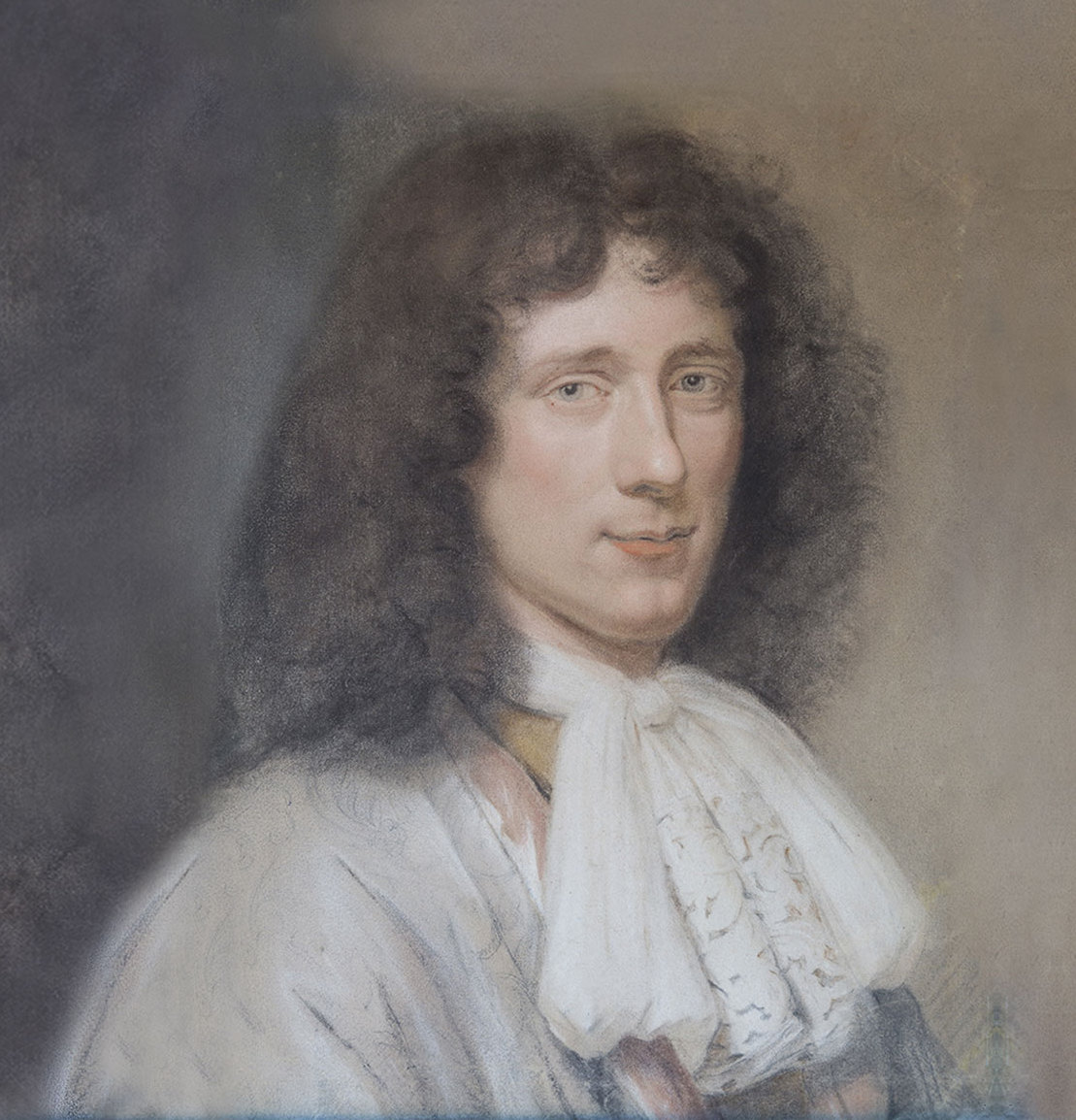
Christiaan Huygens va publicar el primer tractat de probabilitat

A Europa, el tema de la probabilitat es va desenvolupar formalment per primera vegada al segle XVI amb l'obra de Gerolamo Cardano, l'interès del qual per la branca de les matemàtiques es va deure en gran part al seu hàbit de jugar.  Tanmateix, la seva influència real en l'escena matemàtica no va ser gran, ja que sobre el tema de la probabilitat va escriure només un volum lleuger titulat Liber de ludo aleae (Llibre sobre els jocs d'atzar), que es va publicar pòstumament el 1663. No obstant, els historiadors citen l'any 1654 com la data d'inici de la teoria de la probabilitat moderna, quan dos dels matemàtics més coneguts de l'època, Blaise Pascal i Pierre de Fermat, van començar una correspondència discutint el tema. Els dos van iniciar la comunicació perquè a principis d'aquell any, un jugador de París anomenat Antoine Gombaud havia enviat a Pascal i a altres matemàtics diverses preguntes sobre les aplicacions pràctiques d'algunes d'aquestes teories; en particular, va plantejar el problema dels punts, referit a un joc teòric de dos jugadors en el qual s'ha de repartir un premi entre els jugadors per circumstàncies externes que interrompen el joc.
Els fruits de la correspondència de Pascal i Fermat van interessar altres matemàtics, inclòs Christiaan Huygens, que el 1657 va publicar el De ratiociniis in aleae ludo (Càlculs en jocs d'atzar) com el capítol final de les Exercitationes Matematicae (Exercicis de Matemàtiques) de Van Schooten. El 1665 Pascal va publicar pòstumament els seus resultats sobre el triangle de Pascal homònim, un concepte combinatori important. Es va referir al triangle a la seva obra Traité du triangle arithmétique (Tractat del triangle aritmètic) com el "triangle aritmètic".
L'any 1662, es va publicar de manera anònima a París el llibre La Logique ou l'Art de Penser (La Lògica o l'Art de Pensar). Els autors van ser probablement Antoine Arnauld i Pierre Nicole, dos líders jansénistes, que van treballar juntament amb Blaise Pascal. El títol llatí d'aquest llibre és Ars cogitandi (L'art de pensar), que va ser un llibre d'èxit sobre la lògica de l'època. L'Ars cogitandi consta de quatre llibres. El quart tracta de la presa de decisions en situacions d'incertesa, considerant l'analogia amb el joc i introduint explícitament el concepte de probabilitat quantificada.
En el camp de l'estadística i la probabilitat aplicada, John Graunt va publicar també l'any 1662 Natural and Political Observations Made upon the Bills of Mortality (Observacions polítiques i naturals fetes sobre les xifres de mortalitat), iniciant així la disciplina de la demografia. Aquest treball, entre altres coses, va donar una estimació estadística de la població de Londres, va produir la primera taula de vida, va donar probabilitats de supervivència de diferents grups d'edat, va examinar les diferents causes de mort, va assenyalar que la taxa anual de suïcidis i accidents és constant i es va comentar el nivell i l'estabilitat de la proporció de sexes. La utilitat i la interpretació de les taules de Graunt van ser discutides pels germans Ludwig i Christiaan Huygens el 1667, que es van adonar de la diferència entre les estimacions mitjanes i medianes i Christian, fins i tot, va interpolar la taula de vida de Graunt mitjançant una corba suau, creant la primera distribució de probabilitat contínua; però els seus escrits no es van publicar.
Més tard, Johan de Witt, l'aleshores primer ministre de la República Holandesa, va publicar material similar a la seva obra de 1671 Waerdye van Lyf-Renten (Un Tractat d'anualitats succesives), que utilitzava conceptes estadístics per determinar l'esperança de vida amb finalitats polítiques pràctiques; una demostració del fet que aquesta branca de mostreig de les matemàtiques tenia aplicacions pragmàtiques significatives. L'obra de De Witt no es va distribuir àmpliament més enllà de la República Holandesa, potser a causa de la seva caiguda del poder i la seva execució per la multitud el 1672. A banda de les aportacions pràctiques d'aquests dos treballs, també va exposar una idea fonamental: que la probabilitat es pot assignar a esdeveniments que no tenen una simetria física inherent, com ara les possibilitats de morir a una certa edat, a diferència de, per exemple, el llançament d'un dau o el llançament d'una moneda, simplement comptant la freqüència d'ocurrència. Per tant, la probabilitat podria ser més que una mera combinatòria.

## Desenvolupament de l'Ars Conjectandi

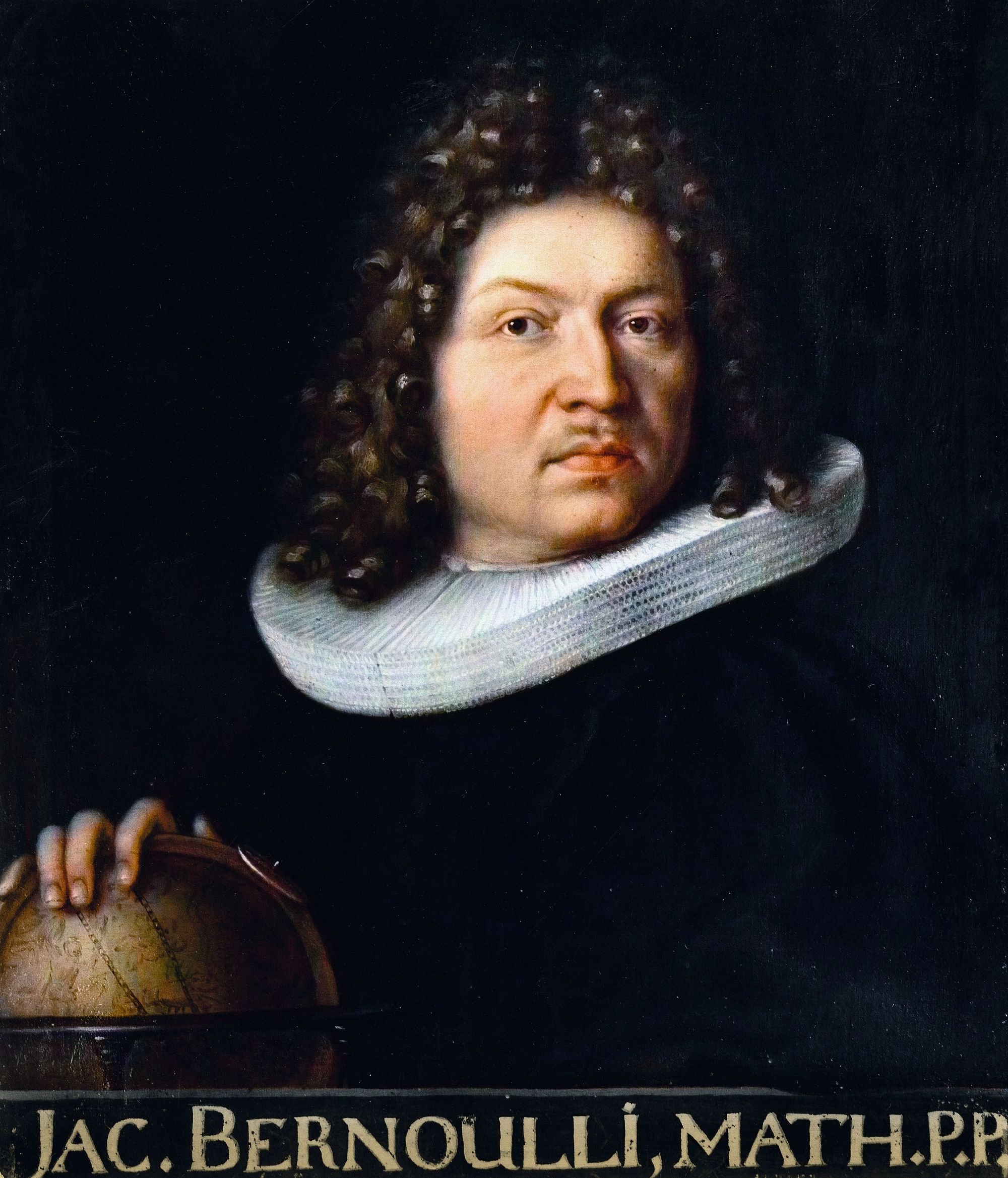
Retrat de Jakob Bernoulli el 1687

Gràcies a les aportacions de tots aquests pioners, Bernoulli va produir molts dels resultats continguts a Ars Conjectandi entre 1684 i 1689, que va registrar al seu diari Meditationes (Meditacions).
Quan va començar el treball el 1684, a l'edat de 30 anys, tot i que estava intrigat pels problemes combinatoris i probabilístics, Bernoulli encara no havia llegit el treball de Pascal sobre el "triangle aritmètic" ni el treball de De Witt sobre les aplicacions de la teoria de la probabilitat: abans havia demanat una còpia d'aquesta última al seu conegut Gottfried Leibniz, però Leibniz no l'hi va proporcionar. Aquest últim, però, va aconseguir proporcionar-li l'obra de Pascal i Huygens, i per tant és en gran part sobre aquests fonaments que es construeix Ars Conjectandi.
El progrés de Bernoulli al llarg del temps pot ser seguit per mitjà de les Meditationes. Es poden distingir tres períodes de treball pel que fa al seus "descobriments" per objectius i temps. El primer període, que va del 1684 al 1685, està dedicat a l'estudi dels problemes relatius als jocs d'atzar plantejats per Christiaan Huygens; durant el segon període (1685-1686) les investigacions s'amplien a processos on les probabilitats no es coneixen a priori, però s'han de determinar a posteriori. Finalment, en el darrer període (1687-1689), es resol el problema de mesurar les probabilitats.
Des del principi, Bernoulli va voler que el seu treball demostrés que la combinatòria i la teoria de la probabilitat tindrien nombroses aplicacions al món real en totes les facetes de la societat —en la línia del treball de Graunt i de Witt— i servirien com a mètode rigorós de raonament lògic sota proves insuficients, tal com s'utilitza a les sales de justícia i en els judicis morals. També esperava que la teoria de la probabilitat pogués proporcionar un mètode de raonament complet i coherent, on el raonament ordinari podria veure's aclaparat per la complexitat de la situació.
El desenvolupament del llibre es va acabar amb la mort de Bernoulli el 1705; per tant, el llibre és essencialment incomplet si es compara amb la visió original de Bernoulli. La baralla amb el seu germà petit Johann, que era la persona més competent que podria haver complert el projecte de Jacob, va impedir a Johann aconseguir el manuscrit. Els propis fills de Jacob no eren matemàtics i no estaven a l'alçada de la tasca d'editar i publicar el manuscrit. Finalment, fou el nebot de Jacob, Niklaus, set anys després de la mort de Jacob el 1705, qui va aconseguir publicar el manuscrit el 1713.

## Continguts

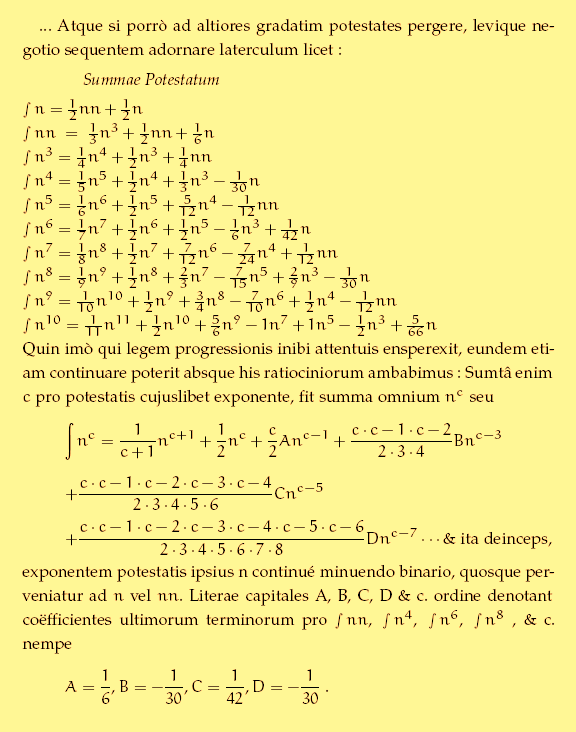
Retall d'una pàgina dArs Conjectandi que mostra la fórmula de Bernoulli per a la suma de potències senceres. L'última línia dóna els seus números homònims.

L'obra de Bernoulli, publicada originalment en llatí es divideix en quatre parts. Cobreix sobretot la seva teoria de les permutacions i combinacions; els fonaments estàndard de la combinatòria d'avui; i altres problemes clàssics. També analitza la motivació i les aplicacions d'una seqüència de nombres que avui reben el nom de nombres de Bernoulli, que constitueixen un dels seus èxits més notables, però que estan més estretament relacionats amb la teoria dels nombres que amb la teoria de la probabilitat.
La primera part és una exposició en profunditat de l'obra matemàtica ja citada abans de Huygens. Bernoulli aporta en aquesta secció solucions als cinc problemes que Huygens va plantejar al final del seu treball. Desenvolupa especialment el concepte de valor esperat de Huygens: la mitjana ponderada de tots els possibles resultats d'un esdeveniment.
Una altra teoria desenvolupada en aquesta part és la probabilitat d'aconseguir almenys un cert nombre d'èxits a partir d'un nombre d'esdeveniments binaris, avui anomenada Assaig de Bernoulli, donat que la probabilitat d'èxit en cada esdeveniment era la mateixa. La primera part conclou amb el que ara es coneix com la distribució de Bernoulli, que és una distribució de probabilitat discreta, que pren valor 1 per a la probabilitat d'èxit i valor 0 per la probabilitat de fracàs.
La segona part amplia la combinatòria enumerativa, o la numeració sistemàtica d'objectes. Va ser en aquesta part on es van concretar dues de les més importants permutacions i combinacions que formarien el fonament de la matèria, encara que s'havien introduït anteriorment a efectes de la teoria de la probabilitat. En la segona secció, discuteix la fórmula general per a les sumes de potències senceres; els coeficients lliures d'aquesta fórmula són els que s'anomenen nombres de Bernoulli, que van influir més tard en l'obra d'Abraham de Moivre, i que han demostrat tenir nombroses aplicacions en la teoria de nombres.
En la tercera part, Bernoulli aplica les tècniques de probabilitat de la primera secció als jocs d'atzar habituals jugats amb cartes o daus. No sent la necessitat de descriure les regles i els objectius dels jocs de cartes que analitza. Presenta problemes de probabilitat relacionats amb aquests jocs i, un cop establert un mètode, planteja generalitzacions.
La quarta secció continua la tendència de les aplicacions pràctiques discutint les aplicacions de la probabilitat a temes civils, morals, econòmics, o a decisions personals, judicials i financeres. Com a comptador, produeix un resultat semblant a la llei dels grans nombres, que descriu com la predicció que els resultats de l'observació s'aproximarien a la probabilitat teòrica a mesura que es fessin més proves. Aquesta primera versió de la llei es coneix avui com el teorema de Bernoulli o la llei feble dels grans nombres, ja que és menys rigorosa i general que la versió moderna.
Després d'aquestes quatre seccions expositives primàries, gairebé com una idea posterior, Bernoulli va adjuntar a Ars Conjectandi un tractat sobre càlcul, que tocava el problema de les sèries infinites. Era una reedició de cinc tesis que ja havia publicat entre 1686 i 1704.